# Île aux Vaches
Pour les articles homonymes, voir île aux Vaches (homonymie).
L'île aux Vaches est une ancienne île de la Seine à Paris, en France. Elle ne doit pas être confondue avec une autre Île aux Vaches, plus en aval et qui fut fusionnée avec quatre autres îles pour donner l'ancienne Île des Cygnes (elle-même différente de la nouvelle Île aux Cygnes).

## Historique
L'île aux Vaches était une île inhabitée essentiellement recouverte de prairies. Elle fut réunie à l'île Notre-Dame située immédiatement en aval à la fin du XVIIe siècle, lors de l'opération urbaine qui contribua à former l'actuelle île Saint-Louis. Elle correspond à la partie orientale de cette île.